# Szpieg (film 1915)
Szpieg – polski film fabularny z 1915 roku w reżyserii Aleksandra Hertza.
W 2000 roku odnaleziono zaledwie fragment tego filmu (18 min) w archiwum filmowym w Moskwie. Niejasna jest fabuła filmu, jedna z hipotez głosi, że akcja filmu rozgrywa się w Łodzi, z kolei inna, że w Kaliszu.